# 夕やけ笑劇場
『笑って笑って30分』（わらってわらってさんじゅっぷん）→『夕やけ笑劇場』（ゆうやけしょうげきじょう）は、1974年9月から1978年3月まで朝日放送で放送されていた演芸番組である。放送企画は曜日ごとに異なっていた。
開始当初の放送時間は毎週月曜 - 金曜 18:00 - 18:30 （日本標準時）だったが、1977年10月3日からこの時間帯に『たいむ6 ABC』が放送されるのを受け17:30 - 18:00へ繰り上がり、1978年3月に終了した。本番組の放送企画のうち、金曜の「花の駐在さん」は『日曜笑劇場』へ移された上で続けられた。

## 放送局
朝日放送以外のネット局では、一部曜日のみの放送であるところが多かった。
- ABCテレビ（月曜 - 金曜 18:00 - 18:30）
- NETテレビ（現・テレビ朝日（腸捻転解消後の1975年以降に放送。本番組月曜の企画「仁鶴のとんち教室」などを放送していた。）
- 石川テレビ（金曜 19:00 - 19:30）[1]
- 瀬戸内海放送
- 中国放送→広島ホームテレビ
- 九州朝日放送

ほか